# HD 124330
HD 124330 — одиночная звезда в созвездии Волопаса на расстоянии приблизительно 196 световых лет (около 60,1 парсек) от Солнца. Видимая звёздная величина звезды — +8,01m. Возраст звезды определён как около 8,9 млрд лет.
Вокруг звезды обращается, как минимум, одна планета.

## Характеристики
HD 124330 — жёлтая звезда спектрального класса G4IV, или G5. Масса — около 1,281 солнечной, радиус — около 1,453 солнечных, светимость — около 2,212 солнечных. Эффективная температура — около 5719 K.

## Планетная система
В 2019 году учёными, анализирующими данные проектов HIPPARCOS и Gaia, у звезды обнаружена планета HIP 69322 c.
В 2021 году группой астрономов у звезды обнаружена планета HD 124330 b.